# Michael Bapzien
Michael Bapzien (* 1628; † 1693) war ein deutscher Kantor und Kirchenlieddichter. 

## Leben
Bapzien war um 1670 Lehrer in Liegnitz, später Kantor in Haynau, in Königsberg und schließlich in Thorn. 
Von ihm stammt das Lied Kommt her und schaut, kommt, lasst uns doch von Herzen.